# Mohamed Ibrahim Moustafa
Mohamed Ibrahim Moustafa est un homme politique égyptien. Il a été ministre de l'Intérieur du 6 janvier 2013 au 6 mars 2015.

## Tentative d'assassinat
Le 5 septembre 2013, une voiture piégée a explosé dans le convoi d'Ibrahim alors qu'il traversait Nasr City. Ibrahim n'a pas été blessé, mais plus de 21 personnes ont été blessées, l'un des blessés étant décédé le 6 septembre. Le Djihad islamique égyptien a nié être l'auteur de l'attentat, déclarant qu'il avait cessé d'utiliser les bombardements comme méthode sous le règne d'Hosni Moubarak. Un groupe djihadiste nommé Ansar Bait al-Maqdis a revendiqué la responsabilité de l'attentat.